# Yuscarán (kommun)
Yuscarán är en kommun i Honduras.   Den ligger i departementet El Paraíso, i den södra delen av landet, 40 km öster om huvudstaden Tegucigalpa. Antalet invånare är 11 384. Arean är 349 kvadratkilometer.
Terrängen i Yuscarán är huvudsakligen kuperad, men västerut är den bergig.